# Steigerwaldstadion
Het Steigerwaldstadion is een voetbal- en atletiekstadion in de Duitse stad Erfurt. Het stadion is genoemd naar het nabijgelegen Steigerwald, een bos in het zuiden van de deelstaat Thüringen, en is de thuishaven van de voetbalclub FC Rot-Weiß Erfurt, die in het seizoen 2013/2014 in de 3. Liga uitkomt. Het biedt plaats aan 19.439 toeschouwers. 4.000 van de 6.000 zitplaatsen zijn overdekt.